# نظمي القباني
نظمي القباني (1897-1980) هو طبيب سوري من دمشق تولى وزارة الصحة والإسعاف العام في حكومة الرئيس أديب الشيشكلي ما بين 1952-1953.

## العمل المهني
ولِد نظمي القباني في أسرة معروفة بدمشق وكان والده مصطفى القباني محاسب وزارة المعارف السورية. دَرس القباني في مدارس العاصمة السورية وتخرج حاملاً شهادة الدكتوراه في الطب من جامعة السوربون في باريس عام 1921. التحق فور عودته إلى سورية بالهيئة التدريسية لجامعة دمشق وأصبح رئيس سريريات الشعبة الجراحية في المستشفى الوطني، قبل أن ينال مرتبة بروفيسور عام 1932. حافظ على مقعده التدريسي طوال حياته ووضع العديد من المؤلفات العِلمية منها كتاب «الطب الجراحي» و«الجراحة الصغرى،» كما نال وسام الاستحقاق السوري مرتين، في عامَي 1934 و1949.

## وزيراً للصحة
وفي 19 تموز 1952، سُمّي نظمي القباني وزيراً للصحة والإسعاف العام في حكومة تكنوقراط، خلفاً للطبيب مرشد خاطر، وكان ذلك بتكليف من الرئيس أديب الشيشكلي. ولكنه لم يستمر في منصبه إلا أشهراً معدودة فقط حتى سقوط عهد الشيشكلي في شباط 1954. خلفه في المنصب الشاعر السوري بدوي الجبل وعاد القباني بعدها إلى ممارسة الطب في عيادته الخاصة في شارع العابد والتدريس في جامعة دمشق.

## الوفاة
توفي الدكتور نظمي القباني عن عمر ناهز 83 عاماً سنة 1980 وقد أطلق اسمه على أحد شوارع العاصمة السورية.